# Nephrolepis lauterbachii
Nephrolepis lauterbachii är en spjutbräkenväxtart som beskrevs av Christ. Nephrolepis lauterbachii ingår i släktet Nephrolepis och familjen Nephrolepidaceae. Inga underarter finns listade.